# Абел Тасман
Абел Янсзон Тасман (на нидерландски: Abel Janszoon Tasman) е нидерландски мореплавател, пътешественик-изследовател и търговец, най-известен с пътуванията си през 1642 – 1644 г. в служба на Нидерландската източноиндийска компания. Той е първият известен европейски изследовател, който достига до Земя Ван Димен (сега остров Тасмания), Нова Зеландия и Фиджи. През 1644 открива северните и северозападни брегове на Австралия до залива Карпентария. Абел Тасман доказва, че Австралия е единен масив от суша.

## Ранни години (1603 – 1639)
Роден е през 1603 година в Лутегаст, малко село в провинция Гронинген, Нидерландия, в бедно семейство. Точната дата на раждането му не е известна. Най-старият достъпен източник, който го споменава, е на 27 декември 1631, когато като моряк, живеещ в Амстердам, се оженва за 21-годишната Йоанна Тиеркс. През 1633 г., вече като изпитан моряк, заминава за остров Ява. Там се среща с тогавашния генерал-губернатор на Нидерландска Индия Антон Ван Димен и е приет на работа в Нидерландската източноиндийска компания.

## Експедиционна дейност (1639 – 1644)

### Плавания в Северния Пасифик (1639 – 1642)
От 1629, официално от 1636 до 1645 Антон Ван Димен е генерал-губернатор на Нидерландска Индия. Неговото управление се характеризира с широка военна и търговска експанзия – отвоюва от португалците Малака и Цейлон, овладява остров Тайван, основава холандска търговска база в Нагазаки, Япония, укрепва позициите на Холандия в Индия. За осъществяване на своите планове Ван Димен изпраща в различни посоки отлично организирани експедиции, начело с най-опитните и даровити моряци. Един от тези лоцмани е и Абел Тасман.
През 1639 г. Ван Димен организира експедиция с два кораба в северната част на Тихия океан. Начело е поставен опитния моряк Матис Кваст, а за щурман на втория кораб е назначен Тасман. Задачата на експедицията се състои в това, да се открие тайнствения остров, „открит“ от испанците на изток от Япония. Експедицията не оправдава надеждите на генерал-губернатора, но изследва японските води и достига до Курилските о-ви. По време на плаването Тасман се проявява като блестящ кормчия и превъзходен командир. След много трудности корабите достигат до Формоза (сега Тайван) като 40 от 90-членния екипаж умират от скорбут. Тасман самостоятелно открива о-вите Бонин (27°00′ с. ш. 142°10′ и. д. / 27° с. ш. 142.166667° и. д.), а след това успява да върне единствения оцелял кораб в Ява.
След това следват други плавания до Япония през 1640 и до Палембанг в Южна Суматра през 1642 г., където сключва търговски договор със султана на града.

### Първо тихоокеанско плаване (1642 – 1643)
През януари 1642 Тасман получава задачата да открие Южната Земя (Антарктида), като тогава се смятало, че се намира някъде в южния Пасифик. За изпълнението на тази задача компанията отпуска на Тасман два кораба: Heemskerck – малък боен кораб и Zeehaen – бързоходен товарен кораб с екипаж общо около 100 души.
На 14 август 1642 корабите отплават от Батавия и на 5 септември пристигат на остров Мавриций. В днешни дни може да ни се вижда странно, че Тасман достига първо до Мавриций. Причината за това е, че невинаги най-добрият маршрут е най-късият. Посоката на вятъра по това време е от най-голямо значение. Тасман имал някакви познания относно преобладаващите ветрове, затова избира Мавриций като отправна точка, след което се насочва на юг, после на юг-югоизток.

#### Откриване на Тасмания
На 24 ноември 1642 холандците откриват висок бряг и стъпват на него. Името, което Тасман дава на земята, е Земя Ван Димен на името на нидерландския генерал-губернатор в Индонезия, а всъщност открива остров Тасмания. На югоизточното и източното крайбрежие на острова са открити заливът Щорм (29 ноември, 43°10′ ю. ш. 147°40′ и. д. / 43.166667° ю. ш. 147.666667° и. д.), полуостров Тасман (2 декември), остров Мария (4 декември, 42°35′ ю. ш. 148°05′ и. д. / 42.583333° ю. ш. 148.083333° и. д.), остров Схаутен (42°18′ ю. ш. 148°20′ и. д. / 42.3° ю. ш. 148.333333° и. д.) и п-ов Фрейсине (42°05′ ю. ш. 148°20′ и. д. / 42.083333° ю. ш. 148.333333° и. д.) и на 5 декември достига до 41º 34` ю.ш., на източното крайбрежие на острова, откъдето взема курс на изток.

#### Първо достигане до Нова Зеландия
Според някои проучвания Тасман очаквал да продължи на север, но вятърът бил неблагоприятен и го отвежда на изток, като за една седмица от 5 до 13 декември пресича морето, което по-късно е кръстено на негово име – Тасманово море. На 13 декември става първият европеец, който стъпва на северозападния бряг на Южния остров на Нова Зеландия – нос Фаулуинд (41°45′ ю. ш. 171°28′ и. д. / 41.75° ю. ш. 171.466667° и. д.). Оттам продължава на североизток покрай брега, заобикаля нос Феръуел (най-северната точка на Южния остров), зад него на 18 декември 1642 открива залива Голдън Бей (40°40′ ю. ш. 172°52′ и. д. / 40.666667° ю. ш. 172.866667° и. д.), на югоизток от него – залива Тасман и навлиза в протока Кук, който разделя двата острова на Нова Зеландия. Там, на южния бряг на протока, се осъществява среща с местните жители – маорите, като отначало всичко върви добре, но по-късно става спречкване между холандците и туземците, като четирима моряци са убити. След инцидента корабите достигат северния бряг на протока (Тасман го счита за залив), завиват на запад, заобикалят югозападната част на Северния остров и се насочват на север. На 4 януари 1643 холандците откриват крайната северозападна точка на Северния остров на Нова Зеландия – нос Мария ван Димен (34°29′ ю. ш. 172°39′ и. д. / 34.483333° ю. ш. 172.65° и. д.), а на 5 януари – о-вите Три-Кингс (34°09′ ю. ш. 172°08′ и. д. / 34.15° ю. ш. 172.133333° и. д., на северозапад от Нова Зеландия) и оттам флотилията продължава на североизток.

#### Достигане до архипелаг Тонга
На 19 януари 1643 Тасман достига до архипелага Тонга, където пребивава до 1 февруари и холандците са сърдечно посрещнати от местното население. Там открива островите Ата (22°09′ ю. ш. 176°11′ з. д. / 22.15° ю. ш. 176.183333° з. д.), Еуа (20 януари, 21°23′ ю. ш. 174°56′ з. д. / 21.383333° ю. ш. 174.933333° з. д.), Тонгатапу (на 21 януари, 260 км2, 21°12′ ю. ш. 175°09′ з. д. / 21.2° ю. ш. 175.15° з. д.), о-вите Номука (24 януари, 20°15′ ю. ш. 174°48′ з. д. / 20.25° ю. ш. 174.8° з. д.), о-вите Лулонга, о-вите Лифука (в т.ч. Као и Тофуа) и остров Лейт (18°48′ ю. ш. 174°39′ з. д. / 18.8° ю. ш. 174.65° з. д.) в о-вите Хаапай. Тасман пребивава на островите Тонга единадесет дни, но не знаейки езика на местните жители, не успява да се запознае обстоятелствено с тяхната стопанска дейност, обичаи и нрави. Той обръща внимание на високото им мореплавателно изкуство, великолепните им двойни канута и превъзходно обработените им земи.

#### Откриване на о-ви Фиджи
От Тонга холандците се насочват на северозапад и от 5 до 8 февруари откриват о-вите Фиджи, в т.ч. островите Вити-Леву (10 388 км2, 17°48′ ю. ш. 178°00′ и. д. / 17.8° ю. ш. 178° и. д.), Вануа-Леву (5587 км2, 16°35′ ю. ш. 179°15′ з. д. / 16.583333° ю. ш. 179.25° з. д.), Лаукала (12 км2, 16°46′ ю. ш. 179°41′ з. д. / 16.766667° ю. ш. 179.683333° з. д.), Нгамеа (34 км2, 16°46′ ю. ш. 179°45′ з. д. / 16.766667° ю. ш. 179.75° з. д.), Раби (58 км2, 16°30′ ю. ш. 179°58′ з. д. / 16.5° ю. ш. 179.966667° з. д.), Тавеуни (470 км2, 16°49′ ю. ш. 179°58′ з. д. / 16.816667° ю. ш. 179.966667° з. д.), Тикомбия (15°44′ ю. ш. 179°56′ з. д. / 15.733333° ю. ш. 179.933333° з. д.) и о-вите Ринголд (1,5 км2, 16°30′ ю. ш. 179°41′ з. д. / 16.5° ю. ш. 179.683333° з. д.).

#### Архипелаг Бисмарк и Нова Гвинея
На 22 март Тасман открива атола Онтонг-Джава (5°16′ ю. ш. 159°21′ и. д. / 5.266667° ю. ш. 159.35° и. д.). Продължава на северозапад, на 1 април открива остров Нова Британия, а след това о-вите Виту (Френч Айлъндс, 4°40′ ю. ш. 149°18′ и. д. / 4.666667° ю. ш. 149.3° и. д.) в архипелага Бисмарк. Завива на запад, на север от Нова Гвинея открива островите Умбой (5°38′ ю. ш. 147°55′ и. д. / 5.633333° ю. ш. 147.916667° и. д.) и Лонг (5°21′ ю. ш. 147°07′ и. д. / 5.35° ю. ш. 147.116667° и. д.), проследява около 1000 км от северното крайбрежие на Нова Гвинея и се завръща в Батавия на 15 юни 1643.
Известният историк и географ Джордж Бейкър справедливо назовава това плаване блестяща неудача. И действително, ако в навигационно отношение маршрутът е удачен, то в чисто географски смисъл е пълен провал. Плаването на Тасман не допринася за уточняването на конфигурациите на такива огромни масиви суша като Австралия, Нова Гвинея и Тасмания. Те остават вътре в огромния кръг, описан от него, като само се докосва до бреговете на някои от тези земи.

### Плаване към северните брегове на Австралия (1644)
Веднага след завръщането си, по заповед на Антон Ван Димен, Тасман започва да подготвя нова експедиция, този път на юг към Австралия. За тази цел в началото на 1644 са оборудвани три кораба с екипаж от 110 души. Резултатите от това плаване надминават всякакви очаквания. Тасман преминава покрай откритите от Вилем Янсзон през 1606 и Ян Карстенс през 1623 източни брегове на залива Карпентария. След това открива и проследява цялото южно и западно крайбрежие на залива Карпентария, като открива редица малки острови, в т.ч. остров Грут Айлънд (2326 км2, 13°58′ ю. ш. 136°35′ и. д. / 13.966667° ю. ш. 136.583333° и. д.) и северното крайбрежие на п-ов Арнхемлънд, където открива залива Ван Димен (11°50′ ю. ш. 131°50′ и. д. / 11.833333° ю. ш. 131.833333° и. д.) и протока Дъндас, свързващ го с океана. Заобикаля от север островите Мелвил и Батърст (Австралия) и плава покрай северозападното крайбрежие на Австралия до 21° ю.ш.. Тасман обаче не изследва протока Торес, поради което за холандците въпросът дали Нова Гвинея е свързана с Австралия, остава нерешен. На 4 август 1644 експедицията се завръща в Батавия.
По този начин Тасман изтрива от картата големите „бели петна“ в района на залив Карпентария и северозападното крайбрежие на Австралия, като открива повече от 5500 км от бреговата линия на континента. Западната част на континента приема след неговото плаване контури, които могат да се видят и на съвременните карти. Резултатите от двете експедиции на Тасман жестоко разочароват Нидерландската Източноиндийска компания – той не намира нито злато, нито подправки, а главно пустинни брегове и земи, нито открива морски път към Тихия океан покрай северните брегове на Австралия.

## Следващи години (1644 – 1659)
През април 1645 Антон Ван Димен, всесилният генерал-губернатор и негов покровител, умира и Тасман остава без работа и изпада в немилост. Взема участие в няколко малки експедиции до Суматра и Тайланд, след това през 1651 г. правата му са възстановени, но изоставя службата си в компанията и за своя сметка и риск извършва търговски операции по островите на Малайския архипелаг.
Умира на 10 октомври 1659 година в Батавия на 56-годишна възраст.

## Памет
Неговото име носят:
- административен район Тасман, в северната част на Южния остров на Нова Зеландия;
- връх Тасман (43°34′ ю. ш. 170°09′ и. д. / 43.566667° ю. ш. 170.15° и. д., 3497 м), на Южния остров на Нова Зеландия;
- езеро Тасман (43°41′ ю. ш. 170°10′ и. д. / 43.683333° ю. ш. 170.166667° и. д.), на Южния остров на Нова Зеландия;
- залив Тасман (41°00′ ю. ш. 173°20′ и. д. / 41° ю. ш. 173.333333° и. д.), на Тасманово море, на северното крайбрежие на Южния остров на Нова Зеландия;
- Земя Тасман, в най-северната част на щата Западна Австралия, в Австралия;
- котловина Тасман (Тасманова котловина, Източноавстралийска котловина), в южната част на Тасманово море;
- ледник Тасман (43°37′ ю. ш. 170°12′ и. д. / 43.616667° ю. ш. 170.2° и. д.), на Южния остров на Нова Зеландия;
- море Тасман (Тасманово море), в югозападната част на Тихия океан, между Австралия и Нова Зеландия;
- мост Тасман, в град Хобарт, Тасмания;
- национален парк Тасман (40°50′ ю. ш. 172°54′ и. д. / 40.833333° ю. ш. 172.9° и. д.), в северната част на Южния остров на Нова Зеландия;
- остров Тасмания (42°03′ ю. ш. 146°37′ и. д. / 42.05° ю. ш. 146.616667° и. д.), на юг от Австралия;
- о-ви Тасман (71°16′ с. ш. 96°35′ з. д. / 71.266667° с. ш. 96.583333° з. д.), в Канадския арктичен архипелаг, край северозападния бряг на п-ов Бутия;
- п-ов Тасман (43°05′ ю. ш. 147°52′ и. д. / 43.083333° ю. ш. 147.866667° и. д.), в югоизточната част на остров Тасмания;
- река Тасман (устие, 43°55′ ю. ш. 170°10′ и. д. / 43.916667° ю. ш. 170.166667° и. д.), на Южния остров на Нова Зеландия, изтичаща от езерото Тасман и вливаща се в езерото Пукаки;
- шосе Тасман (410 км), на остров Тасмания.